# Orlí kašna

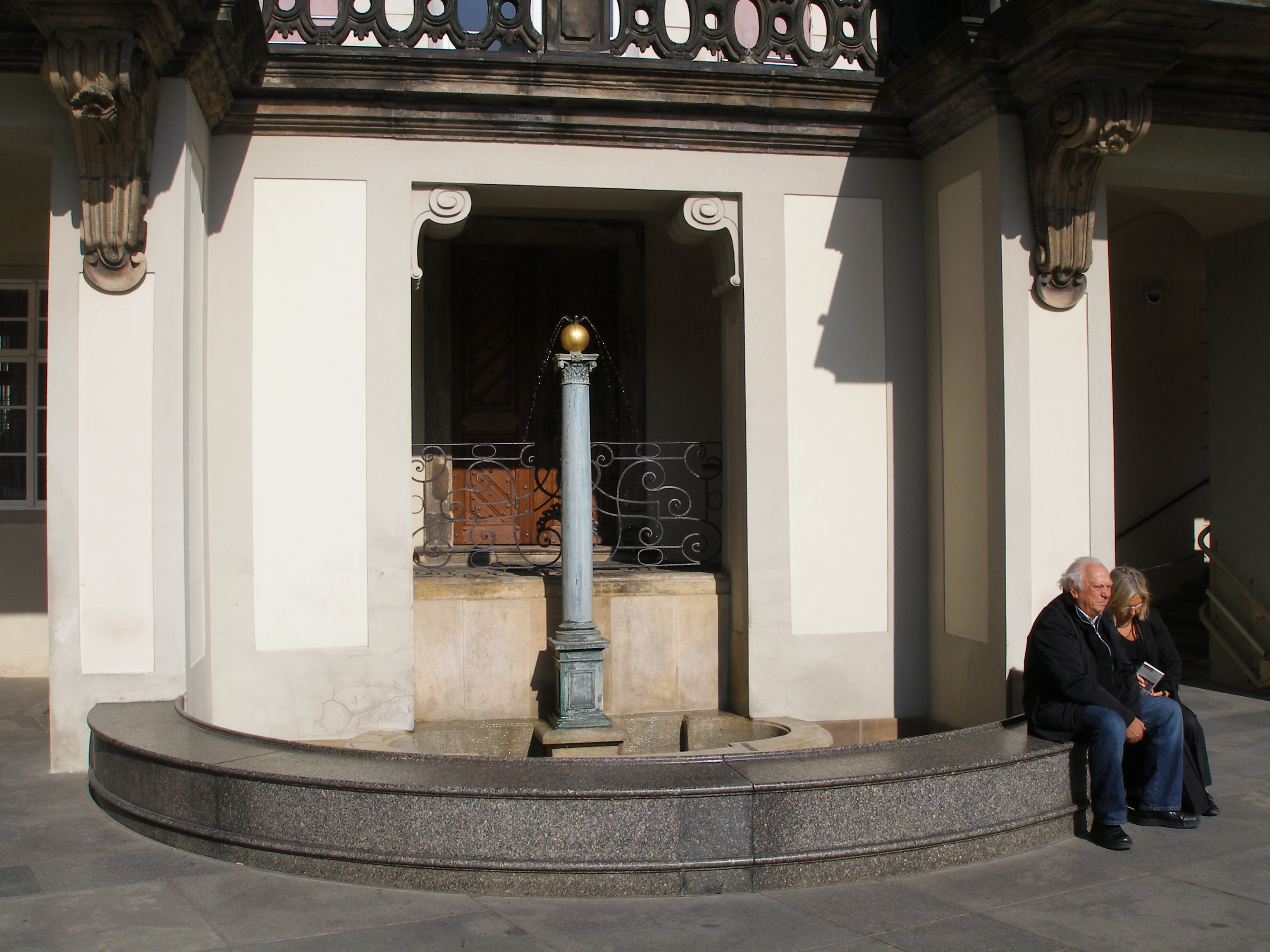
Orlí kašna

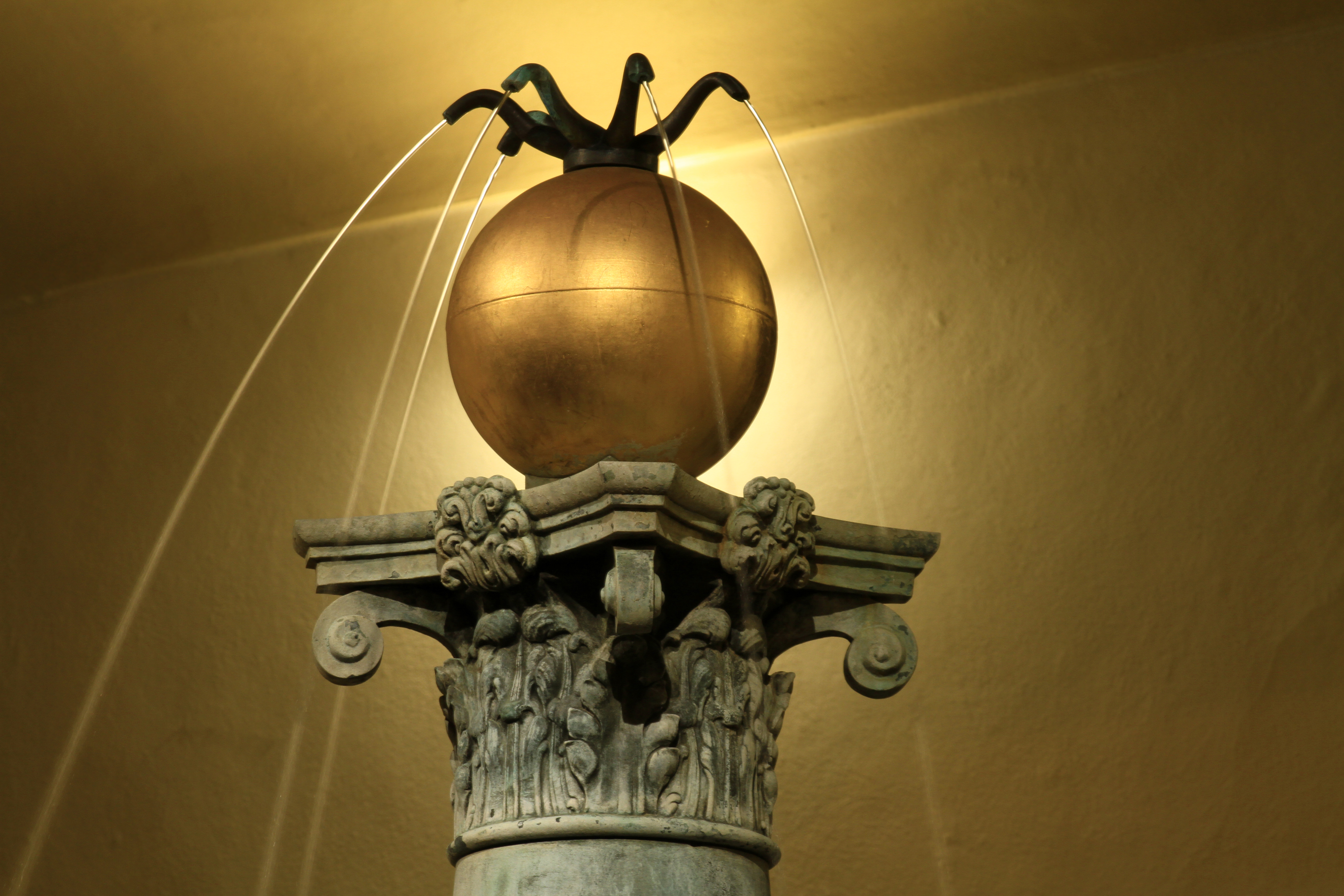
Detail hlavice sloupu s tryskami

Orlí kašna je stavba nacházející se na III. nádvoří Pražského hradu. Je situována v jeho severovýchodní části u vstupu do Starého královského paláce. Část kašny je ponořena pod úroveň okolního terénu nádvoří.

## Popis kašny
Vana kašny je tvořena nádrží na ryby vysekané do žehrovického pískovce. Byla původní součástí kašny, kterou v roce 1662 vytvořil sochař Francesco Caratti, jenž na ni umístil skulpturu svatého Jiří s drakem. Část této kašny je umístěna na náměstí U Svatého Jiří.
Původní jsou boční díly Orlí kašny, včetně jejich stuhových festonů, a také bronzový sloupek s korintskou hlavicí. Na něm byla umístěna skupina delfínů a po jejím odcizení byla nahrazena orlicí. Tu nahradila zlacená měděná koule s olověnými tryskami, jejímž autorem je Josip Plečnik. Portikus (přístřešek) kašny je dílem Nicolò Pacassiho z roku 1762. Kolem kašny je půlkruhové zábradlí sloužící též jako sedátko. Je vysekáno z krtské žuly a obklad prohlubně pod ní je vytvořen ze žehrovického pískovce.